# Catalina Rosales
Catalina Rosales Montiel (Ciudad de México, 8 de enero de 1966) es una deportista mexicana que compitió en atletismo adaptado. Ganó dos medallas en los Juegos Paralímpicos de Atlanta 1996.

## Palmarés internacional
| Juegos Paralímpicos | Juegos Paralímpicos      | Juegos Paralímpicos | Juegos Paralímpicos |
| Año                 | Lugar                    | Medalla             | Prueba              |
| ------------------- | ------------------------ | ------------------- | ------------------- |
| 1996                | Atlanta (Estados Unidos) | Medalla de plata    | Peso F41            |
| 1996                | Atlanta (Estados Unidos) | Medalla de bronce   | Disco F41           |